# Dinitrosylkomplexy železa

Struktura dinitrosylkomplexu železa

Dinitrosylkomplexy železa jsou komplexní sloučeniny obsahující atomy železa s dvěma navázanými nitrosylovými ligandy, odpovídají obecnému vzorci [Fe(NO)2(SR)2]−. Vznikají, společně s Roussinovými estery (Fe2(NO)4(SR)2), rozkladem FeS proteinů oxidem dusnatým. Nejčastějšími koligandy jsou thiolátové skupiny v cysteinylových zbytcích glutathionu. Tyto nitrosylové komplexy slouží jako biochemické odpovědi na oxidační stres, přičemž se vytváří NO. Anionty jsou tetraedrické.